# Ral·li d'Ypres

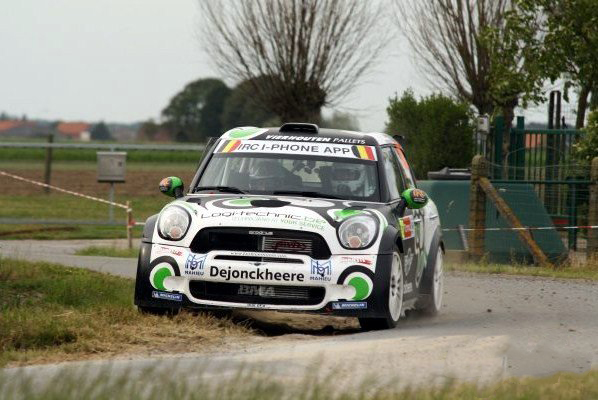
Patrick Snijers i Johan Gitsels a l'edició del 2011

El Ral·li d'Ypres (en neerlandès: Rally van Ieper), oficialment anomenat des de 1997 Belgium Ypres Westhoek Rally, adaptant la seva denominació al patrocinador de l'edició, és un ral·li instaurat per Frans Thévelin el 1965, que se celebra als voltants de la ciutat d'Ieper a Bèlgica.
Habitualment, a més de ser puntuable pel Campionat de Bèlgica de Ral·lis, ha estat habitual que també formi part d'altres certamens com del Campionat Europeu de Ral·lis o de l'Intercontinental Rally Challenge. L'any 2021 va formar part del Campionat Mundial de Ral·lis després de la suspensió del Ral·li de Gal·les, tornant-ne a formar part pel calendari de 2022.
Al llarg de la seva història fora del Mundial hi han participat alguns dels millors pilots i copilots de l'especialitat, com ara Walter Röhrl, Massimo Biasion, Didier Auriol, Colin McRae, Alister McRae, Juha Kankkunen, François Duval, Jean Todt, Armin Schwarz, Jean Ragnotti o Ari Vatanen, aconseguint alguns d'ells fins i tot la victòria.
Històricament la prova ha estat dominada pels pilots belgues, essent el belga Freddy Loix el pilot amb major nombre de victòries, amb un total d'onze. Seguidament, amb quatre victòries cadascú, trobaríem als també belgues Gilbert Staepelare, Robert Droogmans i Patrick Snijers.

## Guanyadors
A 22 de d'abril de 2022
| Any  | Pilot                                     | Copilot                                   | Cotxe                                     | Camp.                                     |
| ---- | ----------------------------------------- | ----------------------------------------- | ----------------------------------------- | ----------------------------------------- |
| 1965 | Jean Pierre Vandermeersch                 | R. Roegiers                               | Austin Cooper                             |                                           |
| 1966 | Hubert Saelens                            | F. Moens                                  | Lotus Elan                                |                                           |
| 1967 | "Hervé"                                   | Declerck                                  | Lotus Elan                                |                                           |
| 1968 | "Vandyck"                                 | Eric Symens                               | BMW 2002                                  |                                           |
| 1969 | Gilbert Staepelare                        | André Aerts                               | Ford Cortina                              |                                           |
| 1970 | Gilbert Staepelare                        | André Aerts                               | Ford Escort                               |                                           |
| 1971 | "Pedro"                                   | "Jimmy"                                   | BMW 2002                                  |                                           |
| 1972 | Gilbert Staepelare                        | André Aerts                               | Ford Escort                               |                                           |
| 1973 | "Pedro"                                   | "Jimmy"                                   | BMW 2002                                  |                                           |
| 1974 | Gilbert Staepelare                        | André Aerts                               | Ford Escort                               |                                           |
| 1975 | Bernard Mordacq                           | J.L. Bret                                 | Porsche Carrera                           |                                           |
| 1976 | Walter Röhrl                              | Willi-Peter Pitz                          | Opel Kadett GT/E                          |                                           |
| 1977 | Bernard Darniche                          | Alain Mahé                                | Lancia Stratos HF                         |                                           |
| 1978 | Tony Pond                                 | Fred Gallagher                            | Triumph TR8                               |                                           |
| 1979 | Bernard Béguin                            | Jean-Jacques Lenne                        | Porsche Carrera                           |                                           |
| 1980 | Tony Pond                                 | Fred Gallagher                            | Triumph TR8                               | ERC                                       |
| 1981 | Jean-Claude Andruet                       | Denise Emanuelli                          | Ferrari 308 GTB                           |                                           |
| 1982 | Marc Duez                                 | Willy Lux                                 | Porsche 911 SC                            |                                           |
| 1983 | Massimo Biasion                           | Tiziano Siviero                           | Lancia 037 Rally                          |                                           |
| 1984 | Henri Toivonen                            | Ian Grindrod                              | Porsche 911 SC                            |                                           |
| 1985 | Jean Ragnotti                             | Pierre Thimonier                          | Renault R5 Maxi Turbo                     |                                           |
| 1986 | Robert Droogmans                          | Ronny Joosten                             | Ford RS200                                |                                           |
| 1987 | Jimmy McRae                               | Ian Grindrod                              | Ford Sierra RS Cosworth                   |                                           |
| 1988 | Robert Droogmans                          | Ronny Joosten                             | Ford Sierra RS Cosworth                   |                                           |
| 1989 | Robert Droogmans                          | Ronny Joosten                             | Ford Sierra RS Cosworth                   |                                           |
| 1990 | Robert Droogmans                          | Ronny Joosten                             | Lancia Delta Integrale                    |                                           |
| 1991 | Patrick Snijers                           | Dany Colebunders                          | Ford Sierra Cosworth 4x4                  |                                           |
| 1992 | Patrick Snijers                           | Dany Colebunders                          | Ford Sierra Cosworth 4x4                  |                                           |
| 1993 | Patrick Snijers                           | Dany Colebunders                          | Ford Escort RS Cosworth                   |                                           |
| 1994 | Patrick Snijers                           | Dany Colebunders                          | Ford Escort RS Cosworth                   |                                           |
| 1995 | Renaud Verreydt                           | Jean-Manuel Jamar                         | Toyota Celica GT-Four                     |                                           |
| 1996 | Freddy Loix                               | Sven Smeets                               | Toyota Celica GT-Four ST205               |                                           |
| 1997 | Freddy Loix                               | Sven Smeets                               | Toyota Celica GT-Four ST205               |                                           |
| 1998 | Freddy Loix                               | Sven Smeets                               | Toyota Corolla WRC                        | ERC                                       |
| 1999 | Freddy Loix                               | Sven Smeets                               | Mitsubishi Carisma GT                     |                                           |
| 2000 | Henrik Lundgaard                          | Jens-Christian Anker                      | Toyota Corolla WRC                        | ERC                                       |
| 2001 | Pieter Tsjoen                             | Steven Vergalle                           | Toyota Corolla WRC                        | ERC                                       |
| 2002 | Bruno Thiry                               | Stéphane Prévot                           | Peugeot 206 WRC                           | ERC                                       |
| 2003 | Bruno Thiry                               | Jean-Marc Fortin                          | Peugeot 206 WRC                           | ERC                                       |
| 2004 | Larry Cols                                | Filip Goddé                               | Renault Clio S1600                        | ERC                                       |
| 2005 | Kris Princen                              | Dany Colebunders                          | Renault Clio S1600                        | ERC                                       |
| 2006 | Giandomenico Basso                        | Mitia Dotta                               | Fiat Punto Abarth S2000                   | ERC, IRC                                  |
| 2007 | Luca Rossetti                             | Matteo Chiarcossi                         | Peugeot 207 S2000                         | ERC, IRC                                  |
| 2008 | Freddy Loix                               | Robin Buysmans                            | Peugeot 207 S2000                         | ERC, IRC                                  |
| 2009 | Kris Meeke                                | Paul Nagle                                | Peugeot 207 S2000                         | ERC, IRC                                  |
| 2010 | Freddy Loix                               | Frederic Miclotte                         | Škoda Fabia S2000                         | ERC, IRC                                  |
| 2011 | Freddy Loix                               | Frederic Miclotte                         | Škoda Fabia S2000                         | ERC, IRC                                  |
| 2012 | Juho Hänninen                             | Mikko Markula                             | Škoda Fabia S2000                         | ERC, IRC                                  |
| 2013 | Freddy Loix                               | Frederic Miclotte                         | Škoda Fabia S2000                         | ERC                                       |
| 2014 | Freddy Loix                               | Johan Gitsels                             | Škoda Fabia S2000                         | ERC                                       |
| 2015 | Freddy Loix                               | Johan Gitsels                             | Škoda Fabia R5                            | ERC                                       |
| 2016 | Freddy Loix                               | Johan Gitsels                             | Škoda Fabia R5                            | ERC                                       |
| 2017 | Kevin Abbring                             | Pieter Tsjoen                             | Peugeot 208 R5                            |                                           |
| 2018 | Thierry Neuville                          | Nicolas Gilsoul                           | Hyundai i20 R5                            |                                           |
| 2019 | Craig Breen                               | Paul Nagle                                | Volkswagen Polo GTI R5                    |                                           |
| 2020 | No es disputà per la pandèmia de covid-19 | No es disputà per la pandèmia de covid-19 | No es disputà per la pandèmia de covid-19 | No es disputà per la pandèmia de covid-19 |
| 2021 | Thierry Neuville                          | Martijn Wydaeghe                          | Hyundai i20 Coupe WRC                     | WRC                                       |
| 2022 | Ott Tänak                                 | Martin Järveoja                           | Hyundai i20 N Rally1                      | WRC                                       |